# Zöld Nyíl

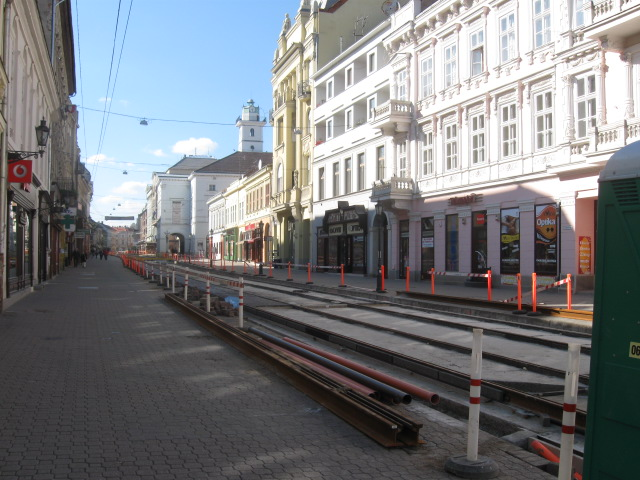
Új sínek a Villanyrendőr–Városház tér közti szakaszon

A 2008 és 2015 között zajlott Zöld Nyíl Miskolci Villamos Projekt átfogó célja Miskolc város kelet-nyugati közlekedési tengelyében hosszú távon fenntartható, versenyképes, környezetbarát, gyors és biztonságos közösségi közlekedés megteremtése és vonzóvá tétele volt, a modern városkép kialakítása a villamosközlekedés komplex fejlesztésének megvalósításával. Közvetlen célja a városi tömegközlekedési szolgáltatás színvonalának növelése volt a meglévő villamospálya korszerűsítésével, hálózatfejlesztéssel a régi diósgyőri végállomástól Felső-Majláthig, továbbá a villamospark korszerűsítése új villamosok beszerzése révén.
A projekt ütemezése szerint 2008-ra tervezték a tényleges műszaki tartalom és a kiviteli tervek véglegesítését, a költség-haszon-elemzéssel alátámasztott részletes megvalósíthatósági tanulmány elkészítését, az ezeket magában foglaló Támogatási Kérelem előkészítését, a közgyűlési döntést, a támogatási kérelem benyújtását az EU felé és a munkálatok kezdetét. A beruházás várható befejezése az eredeti elképzelések szerint 2011 lett volna, ami 2014. december 31-re módosult. A projekt teljes nettó költségvetése 37,7 milliárd forint volt. Együttműködő partnerek: MVK Zrt., Miskolc Megyei Jogú Város, Miskolc Holding Vagyonkezelő Zrt.
A projekt neve „a modernizáció dinamikájára és a környezettudatos fejlesztésre” utal.

## A projekt elemei
- A korábban meglévő villamospálya rekonstrukciója (9,6 km)
- A pálya meghosszabbítása: új villamospálya építése a régi diósgyőri végállomás és Felső-Majláth között (1,5 km)
- Az esélyegyenlőségi előírásoknak megfelelően 2,5-3 méter széles peronok, fedett várók kialakítása
- 31 db új jármű beszerzése
- A járműtelep korszerűsítése
- Fejlett utastájékoztató rendszerek telepítése

## A projekt várt eredményei
Az alábbiak megvalósulását remélték a projekttől: csökken az utazási idő és a zajkibocsátás, javul a környezetminőség, biztonságosabbá válik a villamosközlekedés a mozgáskorlátozottak számára, javulnak az esélyegyenlőségi feltételek. A peronok széles fogadóterekké alakulnak esővédővel, padokkal, jegyautomatákkal, és modern utastájékoztatási rendszerekkel. Megteremtődik a kerékpáros közlekedés lehetősége, az új végállomáson B+R (bike and ride) kerékpártároló épül. Intermodális csomópont jön létre a felső-majláthi végállomás megépítésével (egy helyre kerül az autóbusz- és villamosvégállomás, a Lillafüredi Állami Erdei Vasútra is közvetlenül és gyorsan át lehet majd szállni, valamint a későbbiekben egy kerékpárút is ide fog csatlakozni). A villamosközlekedés fejlesztése elősegíti a városrészek fejlődését is. Összességében elmondható, hogy a kerékpárút kiépítését leszámítva a célok megvalósultak.

## A projekt végrehajtása

### Járműbeszerzés

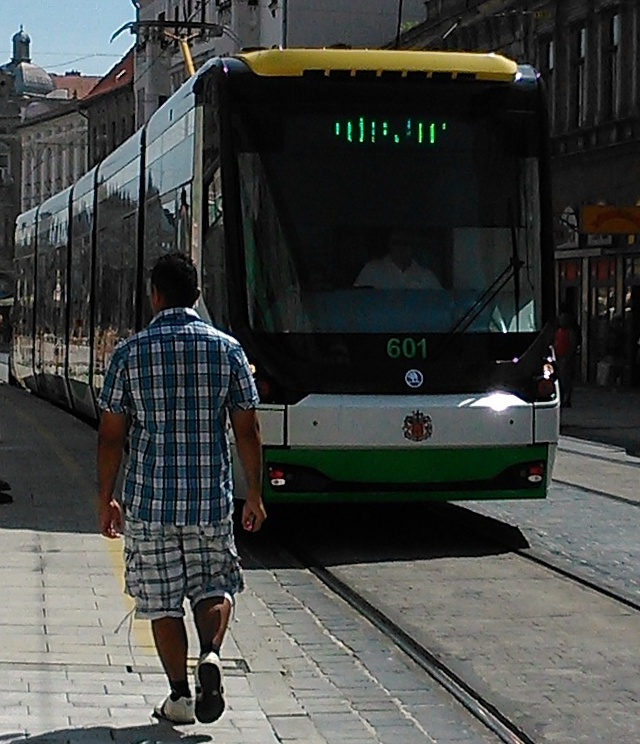
Az első Škoda villamos próbajáraton

2009. március 14-én hirdetett az MVK Zrt. és Miskolc önkormányzata villamosbeszerzési tendert „31 db, a dokumentációban meghatározott műszaki paraméterekkel rendelkező új gyártású, normál nyomtávú, az utastérben 100%-ban alacsony padlós, egyterű villamos, valamint az üzemeltetésükhöz szükséges fontosabb kocsiszíni berendezések és tartalék alkatrészek leszállítása, továbbá a garancia időtartamát lefedő gyártói karbantartás biztosítása”. A határidő május 19. volt. A megadott határidőig a svájci Stadler, a spanyol CAF és az olasz AnsaldoBreda nyújtott be pályázatot. A gazdasági bizottság azonban érvénytelennek nyilvánította az ajánlatokat azzal, hogy az ajánlattevők nem felelnek meg az alkalmassági követelményeknek és/vagy a meghatározott feltételeknek.
A második villamosjárműtenderre négy cég nyújtott be pályázatot: Skoda Transportation (Csehország), CAF (Spanyolország), Siemens Zrt. és Siemens AG közösen (Németország) és az AnsaldoBreda (Olaszország). 2010. március 25-én a közgyűlés az AnsaldoBreda mellett döntött, ami vállalta, hogy 2012. január 31. és 2013. január 31. között szállít le 31 darab villamost a városnak. Ezek lettek volna Magyarország legszélesebb villamosai. A pályázat eredményét azonban a Közbeszerzési Döntőbizottság május 2-án formai hibák miatt megsemmisítette (az AnsaldoBreda nem az előírt időre szállította volna a villamost, a második helyezett CAF nem csatolt megfelelően banki garanciát, az egyetlen formailag megfelelő, a Škoda négymillió euróval többért vállalta volna, mint az olasz cég).
A 2010. augusztus 7-én hirdetett harmadik pályázat beadási határidejéig, szeptember 20-ig négy cég – Škoda, Solaris, CAF és AnsaldoBreda – nyújtott be pályázatot. A CAF szeptember 17-én a Közbeszerzési Döntőbizottsághoz folyamodott, és kérte a közbeszerzési eljárás felfüggesztését. A CAF ugyanis megerősítést kért, hogy az az előírás, hogy a villamosokat 100%-ban alacsony padlós konstrukcióban kell legyártani, csak az állóhelyre vonatkozik-e, vagy a teljes utastérre (az alacsony padlós villamost az Európai Bizottság is előírta a projekt támogatásáról döntő határozatában). Az önkormányzat és az MVK Zrt. ezt nem erősítették meg, mert az az ajánlatkérési dokumentáció módosítása lett volna. A Döntőbizottság azonban a CAF-nak adott igazat, és bírság megfizetésére kötelezte a céget és az önkormányzatot. Az ügy azzal végződött, hogy ez a beszerzési tender is eredménytelenül zárult. Miskolc és az MVK Zrt. a Fővárosi Bírósághoz fordult, hogy másítsa meg a Közbeszerzési Döntőbizottság határozatát.
2011. május 25-én kiírták a negyedik tendert is, az első három sikertelensége és a szorító határidők miatt megfogalmazásában is pontosított módon. A beadási határidőre öt cég – az AnsaldoBreda, a CAF, a Ganz-Skoda, a Solaris és az Astra – nyújtott be pályázatot. A közgyűlés szeptember 1-jén ismételten az AnsaldoBreda villamosa mellett döntött, azonban a CAF, a Škoda, és a Solaris jogorvoslati kérelmet nyújtottak be. Kettőt elutasítottak, a Škoda jogorvoslati kérelmének viszont részben helyt adtak, ezért a Közbeszerzési Döntőbizottság megsemmisítette a tender eredményét és új eredményhirdetést írt elő. Erre november 24-én került sor, ahol végül a Škodát hozták ki nyertesnek. Az ügynek azonban még nem volt vége: november 23-án a CAF az eljárással kapcsolatban jogorvoslati kérelmet nyújtott be. A KDB azonban elutasította azt, és bár az AnsaldoBreda azzal fenyegetőzött, hogy a végsőkig hajlandóak elmenni, mégsem tettek jogi lépéseket, így 2012 februárjában megköttetett a szerződés a Škoda 26T típusjelű villamosok legyártására, melyek első példányai 2013 júliusában érkeztek Miskolcra, tízezer kilométeres próbafutásra. Menetrend szerint 2014. január 20-án, 13 óra 54 perckor állt forgalomba a 600-as pályaszámú jármű, melyet társa 2 héttel később követett.
A két prototípus minimálisan eltérő kivitelben készült, végül a 600-as (a másodiknak elkészült) villamos lett a sorozatgyártás alapja. 2014. április 7-én érkezett az első sorozatjármű (602). Az utolsó villamost 2014 decemberében szállította le a gyártó, forgalomba állításuk folyamatos volt, 2015 februárjától a teljes flotta üzemben van (utoljára a 617-es pályaszámú állt forgalomba 2015 nyár elején). Minden egyes villamosnak teljesítenie kellett egy 500 km-es próbafutást, majd pedig meg kellett felelniük a Nemzeti Közlekedési Hatóság engedélyeztetési eljárásán is. Csak ezután állhattak forgalomba.

### Pályarekonstrukció
2010. május 3-án kezdődött meg a villamospálya rekonstrukciója a Tiszai pályaudvar – Thököly utca szakaszon. Ettől az időponttól mind az 1-es, mind a 2-es villamos csak Diósgyőr (Vasgyár) végállomás és a Thököly utca között közlekedett változatlan megállókkal, helyettük egy villamospótló járat, az 1VP látta el a közlekedést a Thököly utca és a Tiszai pályaudvar között, a BVP villamospótló pedig az 1VP-nek egy szakaszán közlekedett. A munkálatok a Thököly utca felől kezdődtek meg, itt a Dayka Gábor utca–Hunyadi utca kereszteződésénél ideiglenes villamosvégállomást alakítottak ki, ami a villamospótlók végállomása is volt, egy hétig. Érdekesség, hogy a pótlásban eleinte a Borsod Volán járművei is részt vettek.
2010. június 18-án az 1-es villamos vonalának nyugati irányú meghosszabbításához is megkezdődtek az előkészületek, a Diósgyőr végállomás és Felső-Majláth közötti szakaszt átadták a kivitelezőnek.
2010. július 5-én a kivitelező megkapta az engedélyt a Széchenyi utcai pályarekonstrukció megkezdésére is (az operafesztivál miatt nem kezdték korábban); a munkálatok elsőként a Déryné utcától keletre eső szakaszon kezdődtek meg, majd 19-én a Déryné utca és a Városház tér között is. A Zöld Nyíl folyamatosan tájékoztatta a lakosságot a munkálatokról és a forgalomváltozásokról.
2010. október 15-én reggel elvégezték az utolsó sínhegesztést a Thököly utcánál, és október 31-én hivatalosan is lezárult a pályarekonstrukció első szakasza. 2010. november 1-jétől a villamosközlekedés a Thököly utcától keletre újraindult, de a munkálatok még folytak az év végéig. A második szakaszban a LÁEV megállóhely és a Zenta utca közt kezdték meg a pályabontást novemberben, egy rövid szakaszon. A 2-es villamos újra a teljes szakaszán közlekedett.
2011. március 1-jétől folytatódtak a munkálatok, az 1-es villamos a Tiszai pályaudvartól a Thököly utcától közlekedett csak, a 2-es villamos szünetelt. A többi útszakaszon három villamospótló buszjárat járt: 1VP (Thököly u.–Diósgyőr), 2VP (Thököly u.–Vasgyár–Diósgyőr) és a lakossági kérésre indult 0VP körjárat (munkanapokon, csúcsidőszakokban a Thököly út–Újgyőri főtér–Thököly út szakaszon). Később a Tiszai pályaudvar–Selyemrét útvonalon szintén villamospótló indult, ezzel a két megállóval, TSVP néven. Az 1-es és 1A autóbuszok útvonala is módosult, a lakosság részéről felmerülő kérést azonban, hogy ezeken is lehessen villamosbérlettel utazni, az MVK nem tartotta igazságosnak. A pályát szeptember 1-jén adták át hivatalosan a forgalomnak, a 2-es teljes útvonalán, az 1-es pedig az újonna létesített kiliáni betétvégállomásig közlekedett. A kedvező időjárásnak és a feszített munkatempónak köszönhetően november 7-től már Diósgyőrig járhattak a villamosok. 2012. január 16-án pedig megindult a menetrendszerű közlekedés Felső-Majláth irányába.

### A projekt fázisai

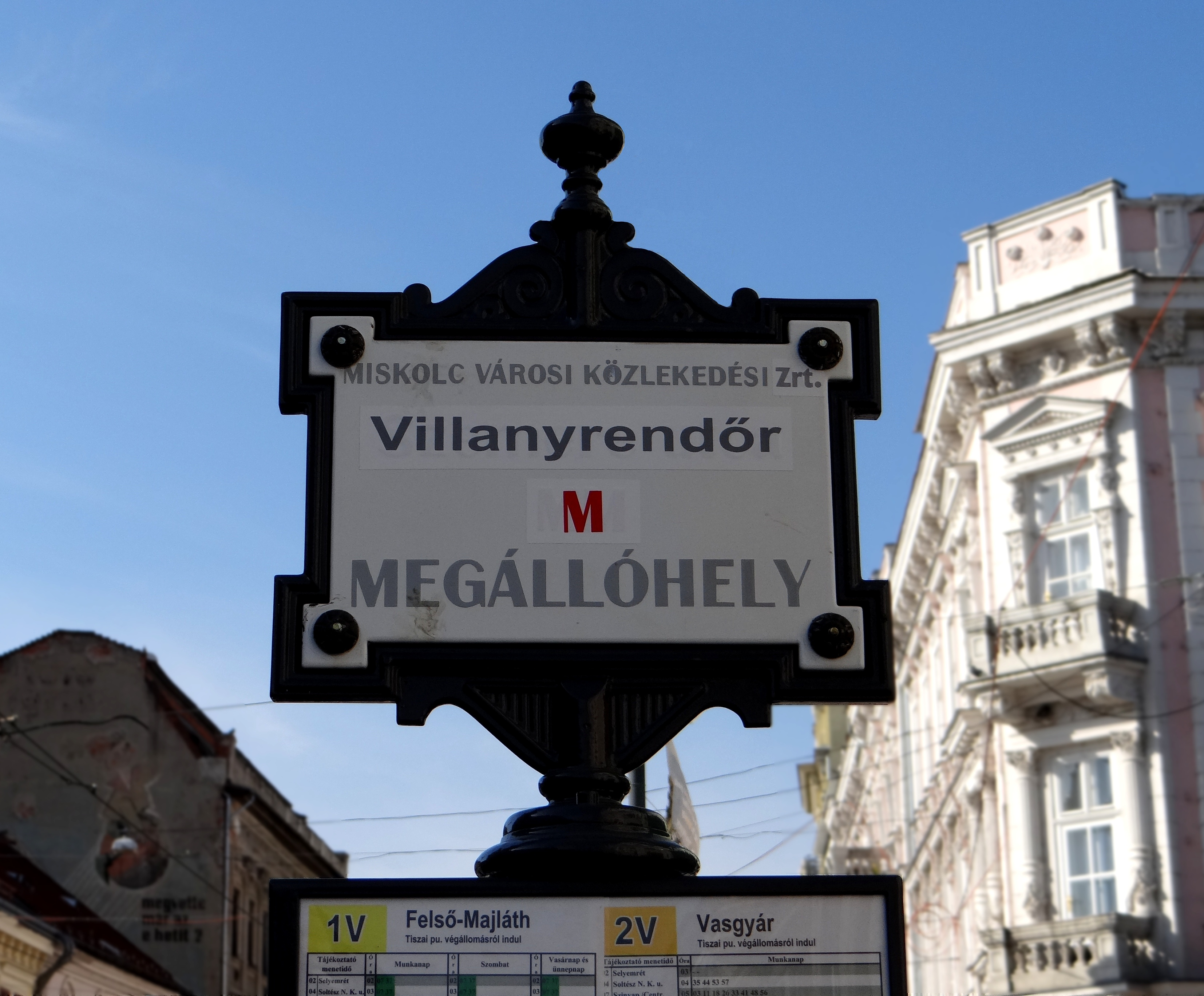
Villamosmegálló tábla a Villanyrendőrnél

- „0.” ütem: 2010. május 3–9. között a Thököly utcánál, az Ifiház előtt építettek be ún. vágánykapcsolatot, ahol egy váltó segítségével a szerelvény át tudott állni a másik sínpárra. Ez a folyamat egy hétig tartott, ez idő alatt a villamosok a Tiszai pályaudvar–Városház tér, illetve az Újgyőri főtér–Diósgyőr között közlekedtek. A fővonalon csak a TATRA villamosok, mivel a Siemensek csak egy irányba tudnak közlekedni. A Városház tér–Újgyőri főtér között villamospótlók közlekedtek. A 2-es villamos helyett a régi 0-s vonalán a „bécsiek” közlekedtek. Felújították, használatra alkalmassá tették, és egy új váltókapcsolat beépítésével használatba vették a Negyedik utcai régi kis villamos remízt, átmenetileg ide települt át a javítóbázis.
- „1/1.” ütem: 2010. május 10. és november 1. között a Tüzér utca – Thököly utca között állt le a villamosközlekedés, az összes TATRA átköltözött Diósgyőrbe. Mindkét villamosvonal üzemelt, az 1V értelemszerűen Thököly u.–Diósgyőr, a 2V Thököly u.–Vasgyár viszonylatban. Éjszakánként a szerelvények a diósgyőr-vasgyári körgyűrűben parkoltak, ezért, amikor kisebb volt a forgalom, és nem volt szükség az összes járműre, a körgyűrűben parkoló szerelvények miatt a 2V villamos a Vasgyár végállomás után visszafelé közlekedett, kitolatott a régi 3-as vonalán az 1-es vonalára, irányt váltott, és így ment vissza a Thököly utca felé. A Siemensek nem közlekedtek, mivel csak egy irányba tudnak közlekedni, a Lohner pótkocsik futási engedélye pedig lejárt, az MVK úgy döntött, hogy már nem költ a nagyjavításukra, üzemen kívül helyezte őket. Ezzel újra megszűnt a pótkocsis üzem Miskolcon. A Tiszai pályaudvar–Thököly u. között villamospótlók közlekedtek 1VP jelzéssel, illetve a csúcsidőben, rásegítőjáratként a Búza térről is indult villamospótló, BVP jelzéssel.

Ebben a fázisban kicserélték az érintett szakaszon a sínpálya alatti vezetékeket, az alapozást biztosító betonozást, a síneket, de nem bontották fel a mélyen az alapban található masszív vasbeton hosszgerendákat, mert ezek terhelhetősége még ennyi év után is az elvárt többszöröse volt. A sínek közötti régi betonlapokat egy új technológiával egybeöntött keménybetonnal pótolták, mely aszfaltréteget kapott, a sétálóutcai szakaszon pedig díszburkolatot. Megújult a Tüzér u.–Szondi u. közötti üzemi vágánypár is. Megszűnt a Szinvapark előtti váltó (amely már amúgy is nagyon régen üzemképtelen volt), helyette a Centrum Áruház előtt épült új, megszűnt a Városház téri váltó is, helyette a Malomszög utcánál épült új.
- 1/2. ütem: 2010. november 1. és december 15. között Diósgyőr egy rövid szakaszát újították fel, a LÁEV és a Zenta utca között. Ebben az időszakban csak a 2V villamos közlekedett, az Újgyőri főtér–Diósgyőr közötti szakaszon villamospótló. A tél beállta előtt a munkálatok befejeződtek, mindkét vonalon helyreállt az eredeti közlekedési rend. A korábbi nyílt vasúti pálya a belvárosihoz hasonlóan zárt, aszfaltozott lett.
- 2/1. ütem: 2011. március 1-jén folytatódtak a munkálatok, a Thököly utca és Diósgyőr közötti teljes szakaszon leállt a villamosközlekedés, itt ismét a villamospótlók dolgoztak. A Thököly utcánál kialakított ideiglenes végállomás, és a Tiszai pályaudvar között a TATRÁ-k teljesítettek szolgálatot. Ez idő alatt, a teljes hátralévő pályaszakasz megújult, és elkezdődött a vonalhosszabbítás előkészítése is. Március 1. és június 15. között az 1-es villamos járt a Tiszai pályaudvar és a Thököly utca között, onnantól pedig háromféle villamospótló (1VP, 2VP, 0VP) közlekedett. Érdekesség, hogy a 2-es villamospótló ekkor a Vasgyár érintésével, de Diósgyőrig közlekedett. Az építkezés miatt fél évre teljesen lezárták a Győri kaput, ott csak a belváros felé haladó tömegközlekedés és a célforgalom haladhatott. Ez fennakadásokat okozott, mert egy fontos tranzitútvonal került lezárásra. Hogy csökkentsék a zsúfoltságot, az 1-es és 1A-s buszok is megálltak a villamospótlók megállóiban.
- 2/2. ütem: 2011. június 16-ától augusztus 31-ig ismét megváltozott a forgalmi rend. Két, eddig kimaradt szakasz felújításába kezdtek: a Tüzér utca és a Tiszai pályaudvar közti rövid szakasz, valamint a Thököly utca megálló környezete is átalakult (a Tiszai pályaudvar nem a projekt része, az később, egy átfogó rekonstrukció keretében alakul át). Emiatt a villamosok a Selyemrét és a Malomszög utca közt közlekedtek. Selyemrét és a Tiszai pályaudvar között TSVP jelzéssel pótoltak villamost, az 1VP és a 2VP pedig a Malomszög utcától indult (utóbbi csak a Vasgyárig). A 0VP megszűnt. Az építkezés ezen szakaszában a 2-es villamos teljes hosszában megújult, az 1-es pedig a Kilián városrészig, a majdani betétvégállomásig. A diósgyőri szakaszon a korábbi nyílt vasúti pályát zárt aszfaltozottra cserélték, négy középperonos megállóval. Jelentős, a projekthez köthető építkezés volt az Újgyőri főtér teljes átalakítása, valamint a meghosszabbítás szakaszán Alsó-Majláthnál a közút Szinva felé tolása, a majdani villamospálya létrehozása miatt. 2011. augusztus 26-án két db Siemens (186, 191) megtette az első teljes kört a Tiszai pályaudvar–Vasgyár–Tiszai pályaudvar között. A megállóknál lassítottak, időnként még meg kellett várni egy-két éppen aktuális munkavégzést, de sikeres lett a próba.
- 2/3. ütem: 2011. szeptember 1. és november 7. között zajlott, melynek keretén belül a felújítás elért egészen a volt diósgyőri végállomásig, ahol lebontották az eredeti végállomási épületet és megkezdték a meghosszabbítás szakaszával való összekötést. Az 1-es és 1A-s buszok közlekedése helyreállt az év eleji állapotba, KIlián városrész és Berekalja között pedig 69VP jelzéssel közlekedett a 69-es busz. Az építkezés során megszüntették a Vince utcai megállót, mert nagyon közel volt a Zenta utcához és a szűkös hely miatt aligha lehetett volna az új szabványnak megfelelően kivitelezni, csak költséges és nehezen kivitelezhető kisajátítási eljárások árán.
- 2/4. ütem: 2012. január 16-ától az 1-es villamos Felső-Majláthig közlekedik. Az új szakaszon egy részen a közúti forgalom a villamospályán halad, hivatalosan amíg a kisajátítási eljárások le nem zajlanak. Ezen ütem azonban nem fejeződött be a villamospálya elkészültével, hiszen hátravolt még a teljes szakaszon az "egyedien egységes" megállók kiépítése. Ezek túlnyomórészt egyformák, azonban a díszítőelemeik eltérőek. Egyedül a 2-es villamos önálló megállóiban, a belvárosi megállókban (helyszűkére hivatkozva), és a Zenta utcai KI irányú megállóban nem épült komplett megálló, azonban ezek is megkapták az új, térfigyelő kamerával és menetrenddel felszerelt megállótáblát, valamint ahol szükséges volt, a forgalomtól elválasztó kerítést. Emellett a gyengénlátók érdekeit szem előtt tartva, az összes megálló megkapta a redőzött terelősávokat. A projekthez tartozott még a felső-majláthi új buszvégállomás átadása, melyre 2012 júniusában került sor. Az újonnan épített szakasz különlegessége a Bölcs utca és Alsó-Majláth között a műfüves pályaszakasz.
- 2/5. ütem: Ebben az ütemben került sor a megállók végleges kiépítésére, mely azonban meglehetősen vontatottan haladt. A megállók egy részében még az építkezés befejezését követően is hiányzik a beépített díszítőelem, az utastájékoztató rendszer kiépítése 2014 folyamán, az úgynevezett OkosPont projekten belül készült el, de 2013-ban sort kerítettek a Széchenyi utca teljes újrakövezésére, hogy az esővíz-lefolyók és a villamosmegállók is szintbe kerülhessenek ezen a szakaszon. Ezen felül azonban még pótmunkára is sort kell keríteni: mivel a projekt ideje alatt a Tiszai pályaudvar előtti terület rendezésére még a végleges tervek sem születtek meg, ezért szükség volt a sínek és a váltók cseréjére azok rendkívüli elhasználódottsága miatt. Bár ez 2013 őszére volt ütemezve, akkor nem került rá sor, és az új villamosok bár nyikorogva, de végig tudtak rajta menni. 2014 januárjának elején aztán két villamossiklás miatt mindössze két nap alatt elvégezték a feltétlenül szükséges munkákat, és január 20-án forgalomba állhatott az első villamos. Tovább azonban nem lehetett halogatni a teljes síncserét, így 2014 júliusától kezdve a Zöld Nyíl tartalékkeretéből biztosítva megindulhatott a Tiszai pályaudvar előtti hurok teljes rekonstrukciója sín- és váltócserével, valamint részben peronépítéssel. Ennek keretén belül 2014. július 14. és augusztus 19. között a Tiszai pályaudvar és a Selyemrét között ismét járt a TSVP. Augusztus 20-tól a külső íven, míg novembertől a belső íven is megindulhatott a forgalom. Az 1-es vonalon 2014 decemberétől már kizárólag Skodák járhattak, ekkoriban kezdtek el felbukkanni a 2-es vonalon is, amire az utastájékoztató rendszer még nem volt felkészítve, és ez okozott kisebb gondokat (mivel a külső kijelző csak az "Újgyőri piac" feliratot tudta megjeleníteni, ezért egy idő után a viszonylatszámon túl már nem is írtak ki semmit). A tapasztalatok tükrében a megállók padjait néhány centiméterrel feljebb emelték, valamint a vakok számára kihelyeztek Braille-írással ellátott megállónév-táblákat.

### Változások a projekt után
A projekt több tekintetben is változást hozott a miskolci tömegközlekedésbe.
- Bevezették Miskolcon az éjszakai villamosközlekedést. Korábban villamospótló buszok jártak a vonalon az éjjeli órákban.
- A 2-es villamos ritkításával, a kétirányú kétoldali ajtós járművek kizárólagossá válásával elindulhatott az 1A-s betétjárat, így a legfrekventáltabb területeken nagyobb lett a járatsűrűség. Erre azonban csak évekkel a projekt befejeződését követően, 2020-ban került sor.
- Az Újgyőri főtér radikális átalakítása után egy valódi átszállópont jött létre.
- Az 1-es busz 2012-től még megmaradt, az 1A-s azonban a Kilián városrészig rövidült. Noha az európai uniós támogatás megítélésének feltétele a párhuzamosságok felszámolása volt, egy Miskolc-szerkezetű városban ennek kivitelezése nagyon nehéz lenne. Ezért több alternatív megoldási javaslat is felmerült. Végül 2015. június 15-től akképp változtatták meg a buszközlekedést, hogy megszűnt az 1A-s járat, helyette (de nem a pótlására) 54-es jelzéssel indult buszjárat, már másabb útvonalon.
- Az 5-ös és 15-ös buszok a Felső-Majláthon létrehozott új végállomásról indulnak. A 69-es busz a tervek szerint összevonásra került volna a 9-es busszal, ez forgalomtechnikai akadályok miatt nem valósulhatott meg, ezért 2020-as leállításáig az is az új végállomásra került.

## Villamospótlók
A pályarekonstrukció miatt az 1-es és 2-es villamos, illetve több busz útvonala módosult. 2010. május elejétől, a munkálatok kezdetétől a két villamos csak Diósgyőr és a Thököly utca között közlekedett változatlan útvonalon. A Thököly utcától a Tiszai pályaudvarig közlekedő 1 VP villamospótló autóbusz Thököly utca–Szent Anna tér–Malomszög utca–Szemere kert–Hősök tere–Búza tér–Szinvapark–Soltész Nagy Kálmán út–Üteg utca–Selyemrét–Tiszai pályaudvar útvonalon közlekedett, a B VP jelű villamospótló pedig ugyanezen az útvonalon, de csak a Búza térig. 2010. október 18-án útvonaluk módosult, a Malomszög úti megálló megszűnt, a Szent Anna tér után a Szent István u.–Hunyadi u.–Dayka Gábor u.–Kis-Hunyad u.–Szemere kert útvonalon haladtak a villamospótló buszok.
2010. november elsejétől a villamosok újra közlekedtek a 2-es villamos teljes (Tiszai pályaudvar–Diósgyőr-Vasgyár) vonalán, valamint az 1-es vonalán a Tiszaitól az Újgyőri főtérig. Az Újgyőri főtér és Diósgyőr közt villamospótló busz közlekedett az 1-es villamos vonalán, a megállók a Táncsics tér beiktatását leszámítva változatlanok voltak (Újgyőri piac–Stadion–Bulgárföld–Kilián vr.–LÁEV–Zenta u.–Táncsics tér–Vince u.–Diósgyőr).
2011-ben többféle villamospótló is üzemelt. Tavasszal 1VP Thököly utca és Diósgyőr között, 2VP ugyanezen az útvonalon, de a Vasgyár érintésével, és 0VP a Thököly utca és az Újgyőri főtér között. A nyári időszaktól a villamospótlók a Malomszög utcától indultak, a 0VP megszűnt, a 2VP pedig csak a Vasgyárig ment. A Selyemrét és a Tiszai pályaudvar közt TSVP jelzéssel közlekedett egy járat. Szeptember 1-től november 6-ig a 69-es busz 69VP jelzéssel közlekedett Kilián városrész és Berekalja között. November 14-től pedig már az éjszakai villamospótlók is megszűntek, egész nap villamos jár. A TSVP 2014-ben januárban két napra, majd július 14. - augusztus 20. között visszatért, amíg a Tiszai pályaudvaron elvégezték a szükséges felújításokat.
Egy menetjegy érvényes volt egy villamosvonal teljes hosszán, de átszálláskor a másik végén is ki kellett lyukasztani.

## Megállók

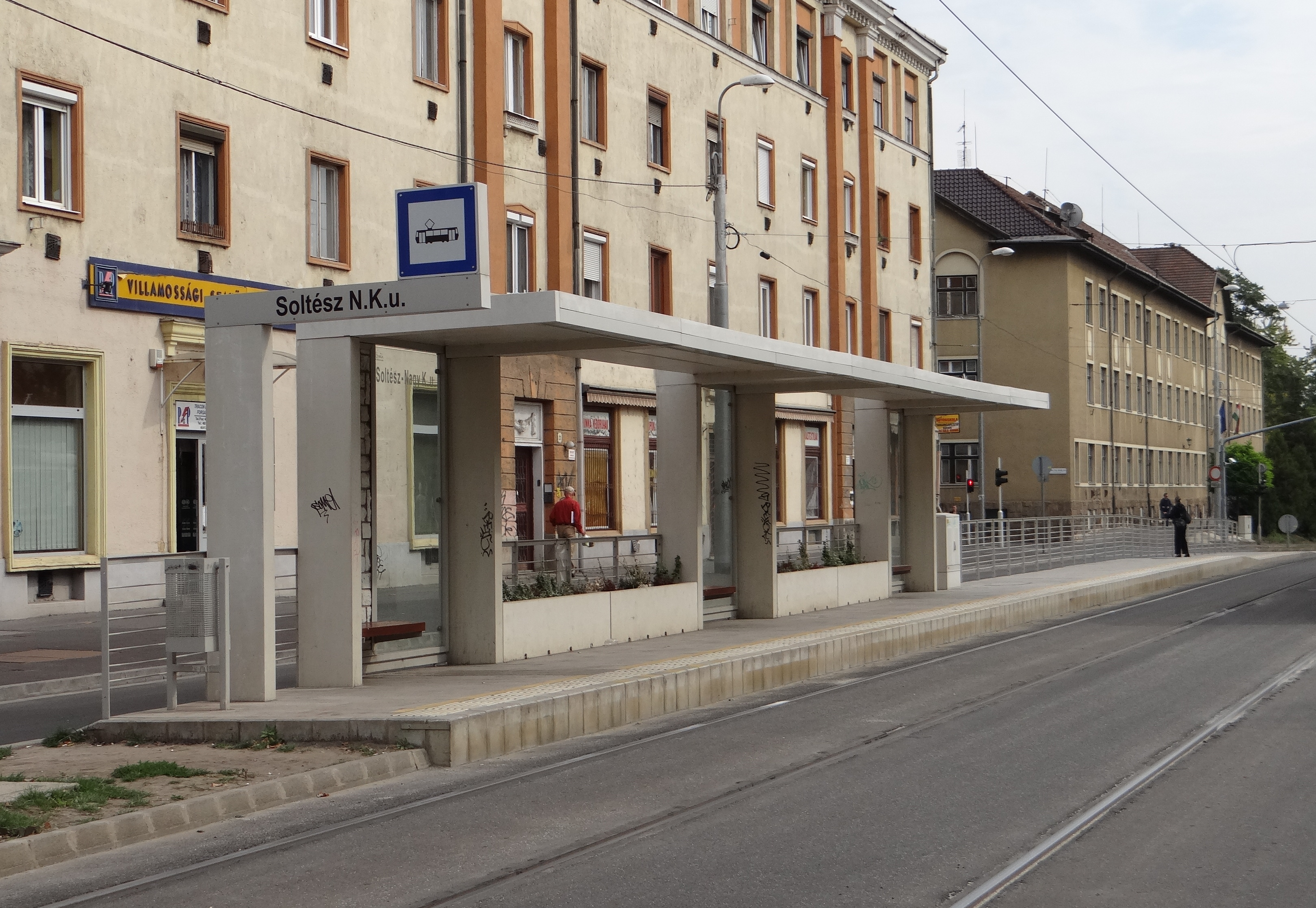
A Soltész Nagy Kálmán utcai villamosmegálló
(Diósgyőr felé, északi oldal)

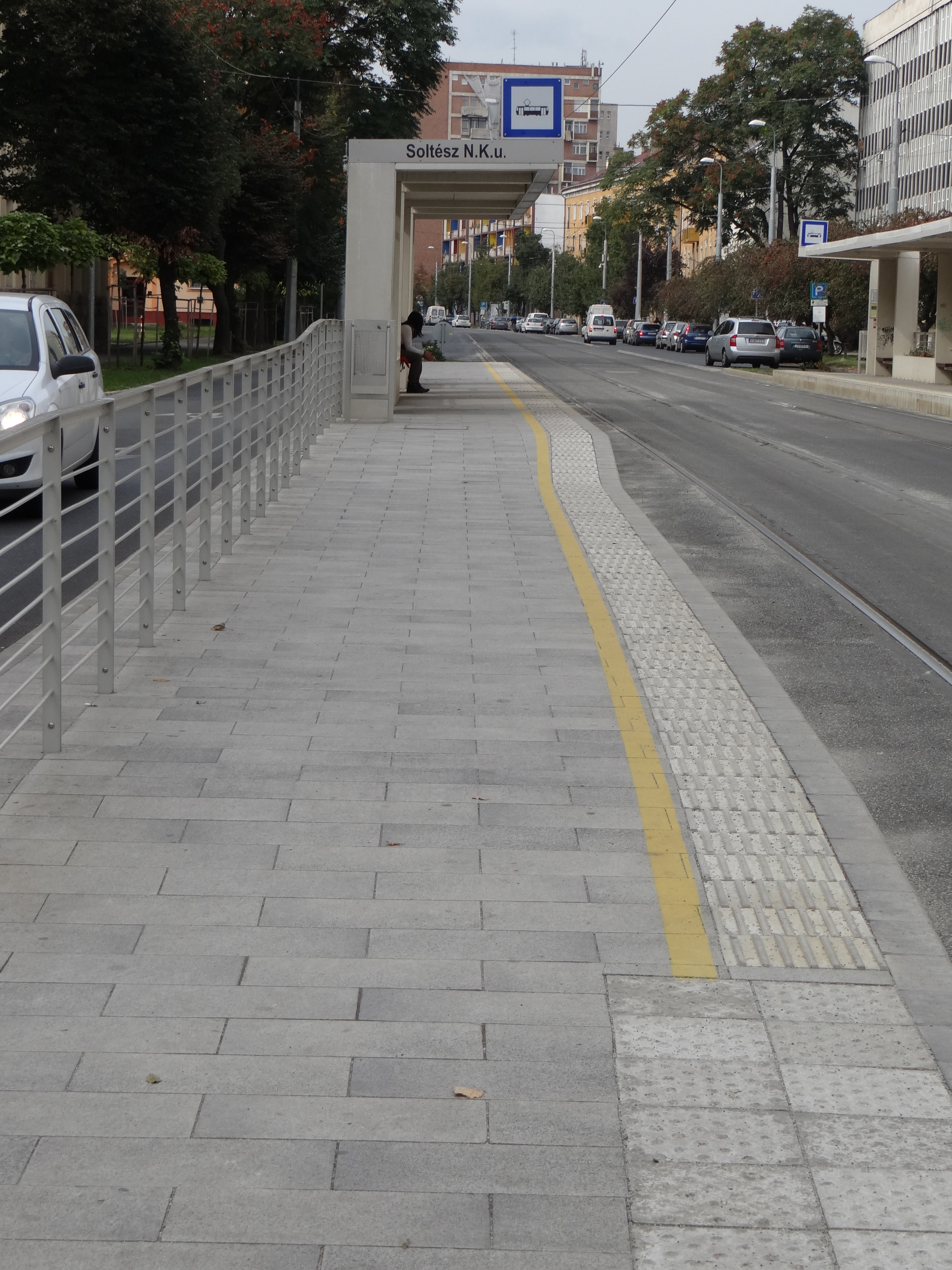
A Soltész Nagy Kálmán utcai villamosmegálló
(a Tiszai pu. felé, déli oldal)

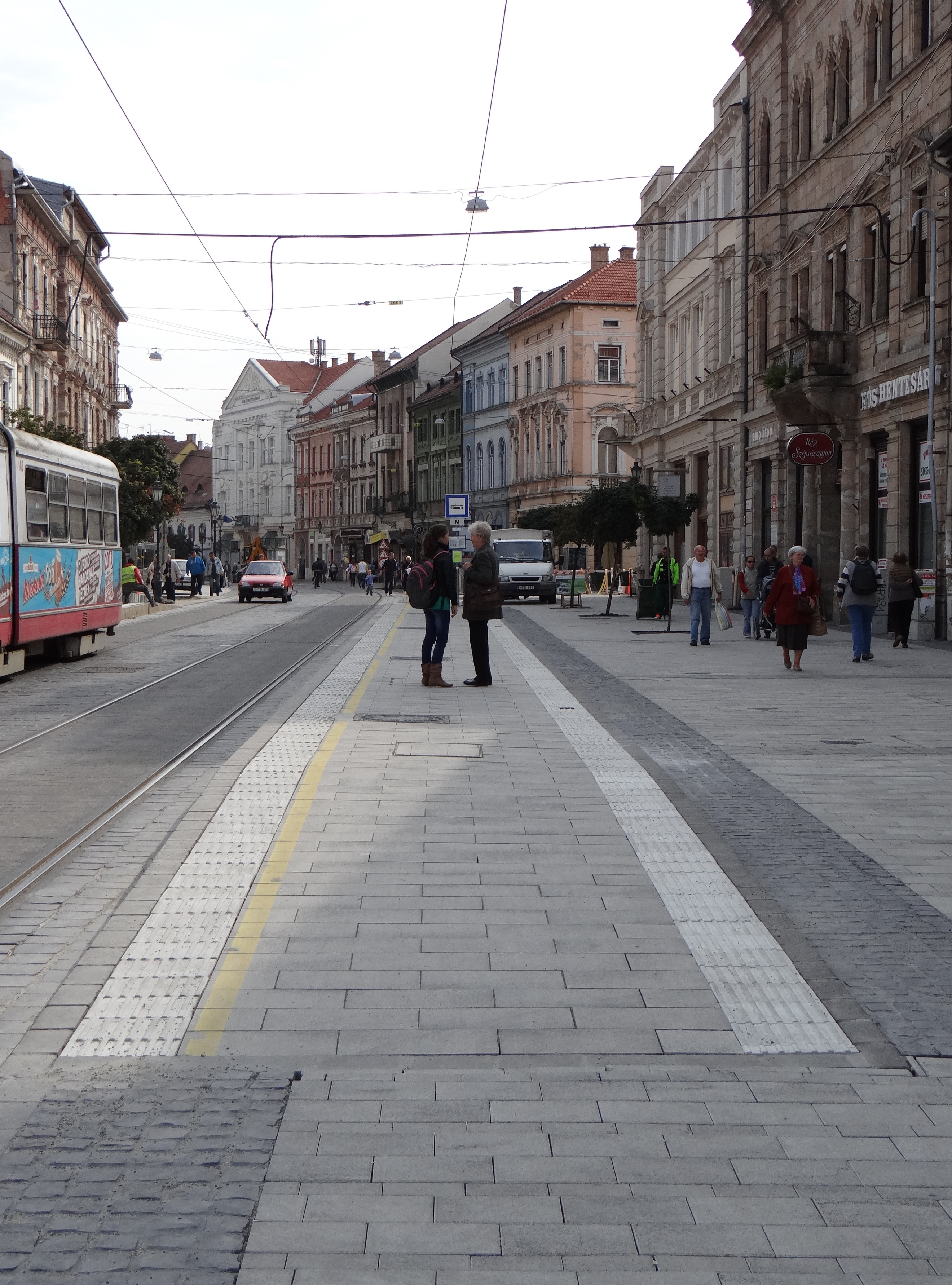
Villamosmegálló, Városház tér
(Tiszai pu. felé, déli oldal)

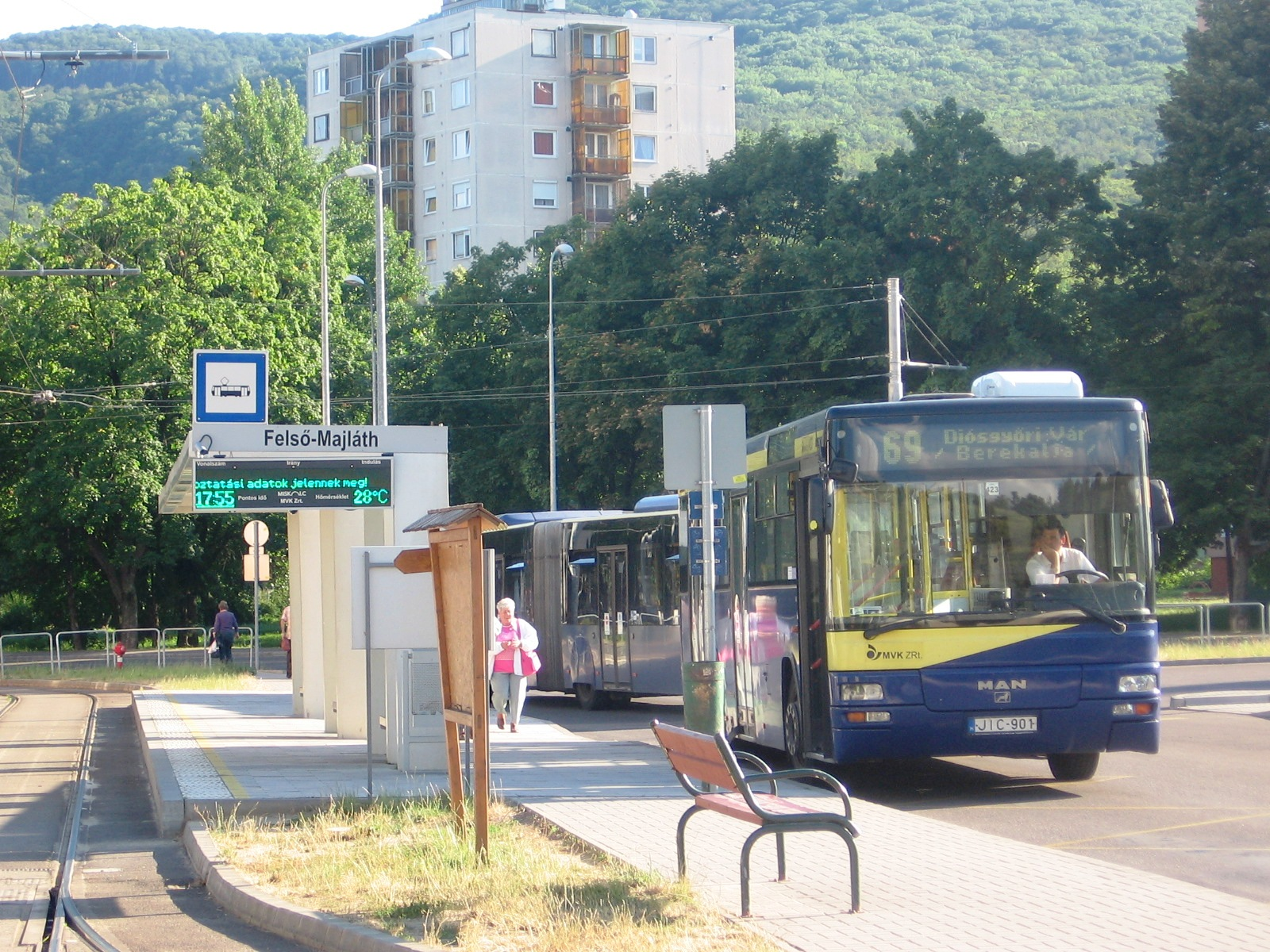
Felső-Majláth, újonnan épített átszállópont

A projekt keretein belül létrejöttek a Miskolcon addig ritkának számító fedett villamosmegállók (a Zöld Nyíl előtt csak Diósgyőr városközpontban, az Újgyőri főtéren, és a Tiszai pályaudvaron volt esőbeálló, illetve a Kilián városrésznél és a Bulgárföldön egy távolabb elhelyezkedő fedett megálló). Ezek az „egyedien egységes” jelleget követik, ugyanis a főbb szerkezeti elemek mindegyiknél ugyanazok, eltérés csak a megálló különleges díszítőelemeiben van. Egy-egy megálló része az új megállótábla, amely térfigyelő kamerával egybeépített elektronikus tájékoztató táblát, menetrendet, és segélyhívó gombot tartalmaz. Ezen túlmenően minden megálló egységesen kapott szemetest, ülőpadokat, a forgalomtól elválasztó kerítést (ahol szükséges volt), világítást, látássérült emberek számára kiképezett megállónév-táblákat, valamint virágládákat. A díszítőelemek összhangban vannak a város adott területének látványvilágával, így a következő témák váltogatják egymást a Tiszai pályaudvar felől indulva:
- tégla és üvegtégla,
- transzparens felületek és strukturált üvegek,
- beton és zöldfelület,
- klasszikus ipari anyaghasználat, tégla és rozsdás acél,
- élő megállók,
- low-tech anyagok, fa, kő.

A megállók a következőképpen néznek ki:
- Tiszai pályaudvar: itt még nem épült új megálló, a Kandó Kálmán tér rendezésével fog létrejönni, ám ennek mikéntje még nincs véglegesítve.
- Selyemrét: ez volt az elsőként elkészült megálló. Díszítőeleme az üvegtégla. Kivitelezésében néhány ponton eltér a többitől.
- Soltész Nagy Kálmán utca: díszítőeleme a kőfalazat.
- Szinvapark: itt az eredeti tervekkel ellentétben nem épült megálló, csak klasszikus stílusú, de új megállótábla, valamint ahhoz igazodó stílusban egy digitális kijelzőt tartó kétlábú állvány. A peront egy szintbe hozták az utcaszinttel. Beépített váltó miatt villamosok visszafordítására is alkalmas.
- Villanyrendőr: nem épült megálló, csak klasszikus stílusú új megállótábla, a Széchenyi utca szűk keresztmetszetére hivatkozva, valamint ahhoz igazodó stílusban egy digitális kijelzőt tartó kétlábú állvány. Emellett dupla vakvezető sávval biztosították a peronok széleit.
- Városház tér: nem épült megálló, csak klasszikus stílusú új megállótábla, a Széchenyi utca szűk keresztmetszetére hivatkozva, valamint ahhoz igazodó stílusban egy digitális kijelzőt tartó kétlábú állvány. A peronok szélei dupla vakvezető sávval biztosítva.
- Malomszög utca: díszítőeleme a rétegzett üveglap, KI irányban dupla vakvezető sávval biztosítva. Beépített váltó, villamosok visszafordítására alkalmas.
- Szent Anna tér: sima üveglap, a tervek szerint villamostörténeti kiállítás lesz itt látható itt képekben, mert itt volt az első miskolci villamos végállomása.
- Thököly utca: tervezett díszítőeleme volt az üvegmozaik, melynek témája az ifjúság lett volna (utalva a közelben található Ifiházra). Mivel a képekre kiírt nyilvános pályázat eredménytelen volt, így elvetették. Helyette a Herman Ottó Múzeum programjait népszerűsítő vitrineket rögzítettek a hátfalra. Villamosok visszafordítására alkalmas megállóhely.
- Balázs Győző tér: díszítőeleme az üvegbeton. A megálló neve a projekt közben változott meg, így azt utóbb kellett "Lézerpont"-ról megváltoztatni, melyet az üveg hátfalra helyezett matricával oldottak meg.
- Gyula utca: díszítőeleme a fazsaluzott beton
- Károly utca: díszítőelemei mosott kavicsból kirakott grafikák, melyeket Miskolc híres művészeinek művei után készítettek (Szász Károly, Feledy Gyula, Kondor Béla)
- Újgyőri főtér: az 1-es villamos megállójában díszítőelem a 90 fokkal elforgatott téglafal, a 2-es villamos megállójában csak megállótábla bal oldali peronnal. Ez utóbbit az új villamosok érkezéséig nem használták, a 2-es vonalán járó villamosok ugyanis egyirányú, jobb oldali ajtósak voltak, így fából ideiglenes peront készítettek. Villamosok visszafordítására alkalmas megállóhely, deltavágánnyal is rendelkezik.
- Újgyőri piac: az 1-es villamos megállójában díszítőelem a hézagos téglafal, a 2-es villamos megállójában csak megállótábla, digitális kijelző nélkül.
  - Vasgyári evangélikus templom: az egyvágányú szakaszon eredetileg csak megállótábla létesült, a keskeny peron és a szűk keresztmetszet miatt. Később egy, a buszmegállókban használatos esőbeállót telepítettek ide.
  - Vasgyár: a 2-es villamos kétvágányos végállomása, csak megállótábla, a keskeny peron és a szűk keresztmetszet miatt, digitális kijelző nélkül.
- DVTK-stadion: a DVTK-nak és a miskolci sportéletnek szentelt eltolt középperonos megálló (jelenleg még csak szimpla piros üvegfal)
- Bulgárföld: középperonos megálló, díszítőeleme a fazsindely
- Diósgyőri Gimnázium: középperonos betétvégállomás, díszítőeleme a táblás faburkolat. Lakossági kérések miatt utólag két zebrás kivitelűre építették át.
- LÁEV: díszítőeleme a fakocka hátfal. A megálló nevét az üvegen elrontották (LÁÉV), ezt úgy javították, hogy az ékezetet egy felragasztott papírdarabbal letakarták.
- Zenta utca: Díszítőeleme a gabionhálós terméskő. Érdekesség, hogy a KI irányú megálló a helyszűke miatt kisebb és keskenyebb, ide utóbb helyeztek ki esőbeállót is.
- Diósgyőr városközpont.: középperonos megálló, a diósgyőri várnak szentelve (jelenleg még üres üvegfal). Villamosok fordítására alkalmas.
- Bölcs utca: eredetileg futtatott növényzetből készült díszítés lett volna itt, utóbb faborítást kapott.
- Alsó-Majláth (Köln utca): futtatott növényfalból készített díszítés lett volna, helyette fából készített rácsozat a hátlap
- Felső-Majláth: az 1-es villamos végállomása, díszítőeleme a Bükki Nemzeti Park fáinak bemutatója

A kivitelezés mikéntjével kapcsolatban fontos megemlíteni az elsőként elkészült selyemréti „mintamegállót”. Ez néhány ponton eltért a később készültektől (noha utóbb a többihez igazították). A megállótáblánál a menetrend egy kissé eltérő kivitel, valamint ahol a többi megállóban az elektronikus utastájékoztatás található, ott mindössze csak egy térfigyelő kamerát helyeztek el. A tájékoztató rendszer egészen más kivitelű, kétsoros kék doboz volt, mely a megálló hátsó részében tettek ki – egyébként az átadott megállókban is a kábelek bekötési helye jól láthatóan megvan. A hátfal üvegébe beépítettek egy vonalhálózati térképet is, valamint a megálló eleje és hátulja is teljes egészében el volt zárva kerítéssel, így a zebra felé terelték az embereket. Elsőként ebben a megállóban tesztelték a redőzött terelősávokat is, és az itt kikísérletezett módon rakták le a többi helyen.

## Kritikák
A Zöld Nyíl projekttel kapcsolatban már a kezdetektől fogva felmerültek fenntartások. 2010-ben az önkormányzati választások egyik fő témájává vált: az ellenzéki pártok az MSZP által feleslegesen költséges és félretervezett projektről beszéltek, azonban később a már Fidesz-többségű közgyűlés úgy nyilatkozott, hogy a Zöld Nyíl most már olyan marad, amilyen, de amennyire csak lehetséges, megpróbálják áttervezni. Az MDF azonban egyenesen arról nyilatkozott, hogy véleményük szerint a villamos is felesleges, a sínek helyét le kellene aszfaltozni, és a Győri kapuban négysávos autóúton trolibuszt kellene közlekedtetni.
A 2011-es év elején az első nagyobb visszhangot az váltotta ki, hogy az újonnan létesített pályaszakaszon síntörések fordultak elő, ez azonban az építtető cég szerint normálisnak volt tekinthető, és garanciálisan kijavították a hibákat, mely a forgalomban nem okozott számottevő fennakadást. Májusban az első nagyobb meleg hatására a belvárosban a sínek közti tér kitöltésére használt műgyanta-szerű bevonat felpúposodott, a dilatációs hézagok kis mérete miatt. Ez a villamosforgalmat is megbénította, így a kérdéses részeken felbontották a burkolatot, majd újra lerakták, s végül az egész pályaszakaszon nagyobb dilatációs hézagokat vágtak az anyagba. Ez a különleges, kockakő mintázatú anyag sajnos nem bizonyult tartósnak, és a belepréselt mintázat a még viszonylag csekély autós forgalom következtében elkezdett kopni. Az MVK Zrt. a maga részéről annyit tehetett, hogy először elterelte a villamospótló buszokat a belvárosból, majd meg is szüntette azokat, így legalább a buszok nem koptatják a réteget. Valamint még a garanciális időszakon belül speciális műgyanta-réteggel vonatták be a Szinvapark melletti útátjáró felületét (3-as út), hogy a nagy igénybevétel ne terhelje túl. A belvárosi szakaszon sok kritika érte az újonnan beépített esővíz-lefolyókat, amelyek a Széchenyi utca kockakő burkolatához képest pár centiméterrel magasabban voltak, s így a víz nem tudott elfolyni. Esztétikailag pedig azt kifogásolták, hogy a beépítés után szabadon maradt felületet egyszerűen kiöntötték betonnal. A problémát később azzal orvosolták, hogy szintén a projekt költségére újrakövezték a belvárost. Ez azonban újabb kellemetlenségekkel járt, mert a munkagépek csak még tovább rontottak a sínek közti burkolat állapotán. A 2013-as átépítés során a felsővezeték-tartó oszlopokat esztétikai okokból díszborítással látták el, valamint a megállótáblákat is megváltoztatták: gyakorlatilag a korábbiakra hasonlító díszes, de modernizált táblák kerültek kihelyezésre ezen a szakaszon. Mivel a belvárosi három megállóban nem épült esőbeálló, így ezeket dupla vakvezető sávval is ellátták.
Kritizálták a meghosszabbítás szakaszát is, azonban ez az uniós támogatás lehívásának feltétele  volt, így nem lehetett tőle elállni (noha a meghosszabbításnak ezen változata már évek óta téma volt). Az új városvezetés 2010-ben egy olyan elképzeléssel állt elő, hogy a villamost inkább a Tiszai pályaudvarnál kötik be a vasgyári iparvágányba, s azt így az Egyetemvárosig hosszabbítanák meg. Az elképzelésről azonban hamar letettek. A diósgyőri meghosszabbítás fő problémája az volt, hogy rögtön az akkori végállomás után két sávra szűkült az út, melyet két oldalról szorosan határoltak családi házak illetve a diósgyőri paneltömb. Több megoldást is elemeztek, végül arra jutottak, hogy a családi házas részen, amely főként kocsmákból illetve egyéb kereskedelmi egységekből állt, kisajátítást fognak eszközölni, a házakat lebontják, és a helyükön visz majd az út. Ez részben sikerült is, a házak felét (az úgynevezett „Szilvamag”-ot) lebontották, és egy jövőbeli park építését vázolták fel (ebből lett később a II. János Pál pápa tér). Több épületet azonban egy áttervezés miatt meghagytak, bár nem tettek le arról, hogy egyszer majd kisajátítják őket. Addig is, hivatalosan ideiglenes jelleggel, egy rövid szakaszon a villamospályán vezetik a közúti forgalmat.
A Győri kapuban többen kifogásolták, hogy a forgalmat megakasztó hatása lesz az egysávos út mellett épített gömbsüvegsornak. Ezek a félelmek azonban utóbb nem igazolódtak be. Annál inkább az Újgyőri főtéren újonnan létesített egysávos körforgalom életképtelensége, mely már az átadása utáni első naptól kezdve hatalmas dugókat generált. Így utólag, átépítéssel sikerült kivédeni, hogy a város egyik legfontosabb délutáni tranzitútvonala rendszeresen beálljon. További enyhítő intézkedésként több közlekedési lámpát is áthangoltak, melyekből az átépítés után jóval több lett.
A kivitelező cégekkel szemben a munka minőségén túl sokkal inkább a munka lassúsága volt a legnagyobb panasz. Erre a megállók szolgáltatják a legjobb példát, melyek némelyike közel négy évvel az építés megkezdése után sem készült el teljesen, miközben az elhanyagoltság és lepusztulás jeleit kezdték el magukon viselni. Maguk a megállók sem a legszerencsésebb módon épültek meg, különös tekintettel a zebrákhoz képesti elhelyezkedésre: habár volt rá ígéret, hogy több helyen a megállók másik végére is kerülhet majd zebra, erre végül csak a Diósgyőri Gimnáziumnál került sor. A Bölcs utcán a megálló hátfalát növényfuttatásra kihelyezett zsinegek alkotják, de a növények hiányoznak, az eső pedig akadálytalanul zúdulhat a padokra. Az ülőpadok magasságára is érkeztek panaszok, melynek hatására a megálló első felében lévő ülőalkalmatosságok egy részét kismértékben megemelték.
A villamosok sem állhattak forgalomba a tervezett 2013. december 24-i átadási napon, ugyanis a Tiszai pályaudvar előtti felújítatlan hurok rekonstrukciója nem kezdődött meg. Ehhez feltehetőleg köze volt annak is, hogy a 3-as főút új átvezetése miatt a Kandó Kálmán tér teljes átépítésre fog kerülni a közeljövőben, ha viszont megépítették volna a Zöld Nyíl projekten belül az új végállomást, akkor ahhoz a támogatás feltételeképpen 5 évig nem lett volna szabad hozzányúlni. A főút-építés mindazonáltal 5 év eltelte után sem kezdődött meg. Bár az új villamosok próbáztak a régi hurokban, és végig is tudtak rajta menni, 2014 januárjában két siklás is figyelmeztetett rá, hogy a végleges forgalomba helyezést megelőzően, amíg a tér teljesen át nem épül, a síneket és a váltókat saját pénzből feltétlenül ki kell cserélni. A teljes felújításra kiírták a közbeszerzést, addig viszont megerősítették a régi síneket. A sínek és a váltók cseréje 2014 második felében történt meg, a régi geometria alapján, Miskolc saját költségén. Apróbb gondokat okoztak a villamosok kijelzői: az első időkben "1V - Tiszai pu.vill." felirat szerepelt rajtuk, indokolatlanul, a 2-es villamosra pedig fel se voltak készítve, "2V - Újgyőri piac" felirattal, de még inkább üres kijelzővel köröztek. Később a feliratokat aktualizálták, a "V" megjelölést levették, és betáplálták a város akkori 3 vonalának megállóit (egyetlen szombat erejéig Skoda villamos közlekedett a közvetlenül ezután megszüntetett 0-s villamoson).